# نهر دوسي
نهر دوسي (حرفيًا «النهر الحلو» ؛ (بالبرتغالية: Rio Doce‏)) هو نهر في جنوب شرق البرازيل بطول 853 كيلومتر (530 ميل) . حوض النهر مهم اقتصاديًا. في عام 2015 ، أدى انهيار أحد السدود إلى إطلاق المياه الملوثة بسبب التعدين مما تسبب في كارثة بيئية.

## المسار

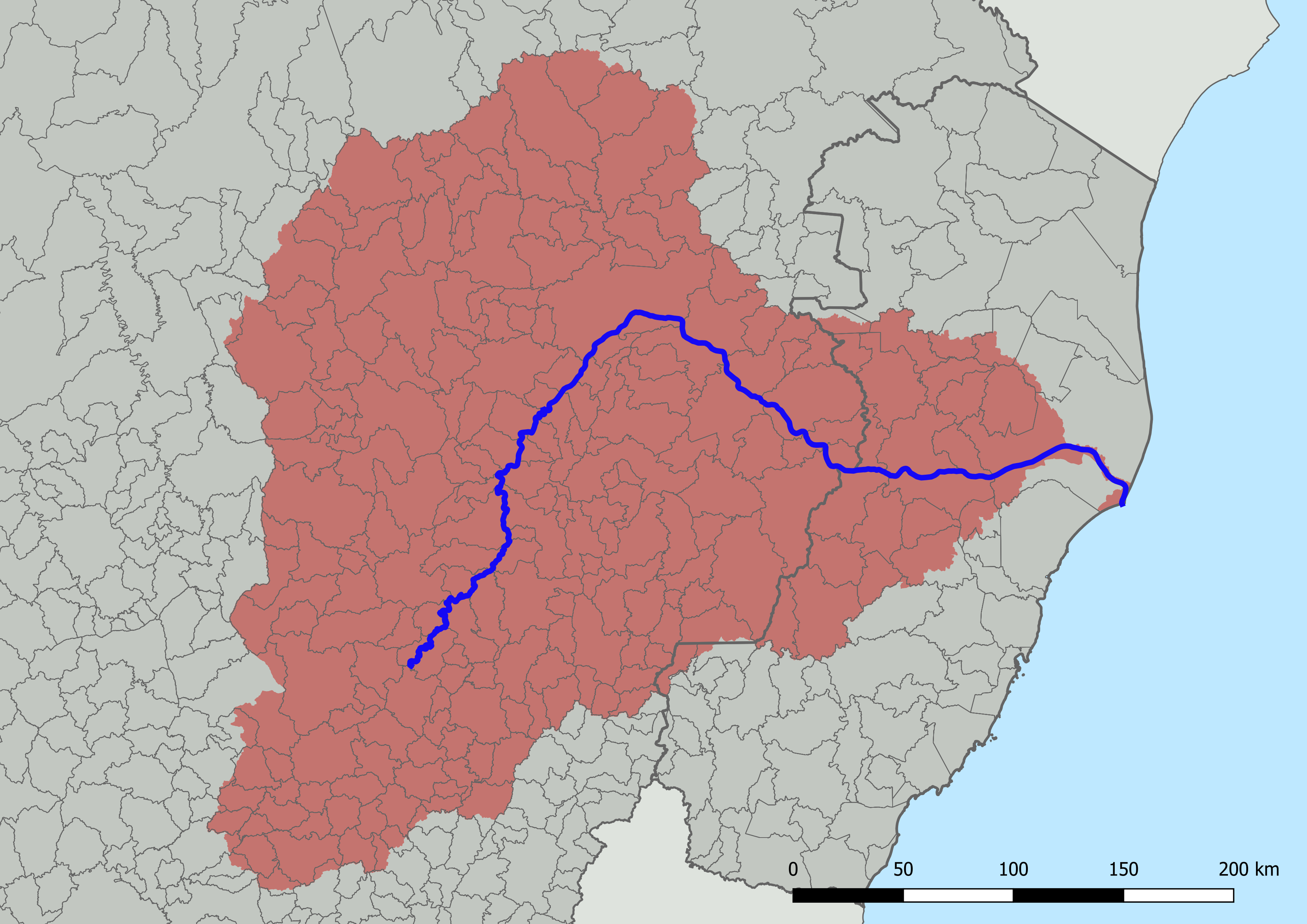
خريطة تبين حوض نهر دوسي

يوجد جزء من حوض النهر في 3,562 هكتار (8,800 أكر) محمية أوغوستو روسشي البيولوجية التي 3,562 هكتار (8,800 أكر) ، وهي منطقة محمية بالكامل.  جنوب النقطة بيراسيكابا التي يدخل منها النهر بالقرب من إيباتينغا يشكل النهر الحدود الشرقية لمتنزه ريو دوسي الحكومي.

## القيمة الاقتصادية
نهر دوسي له أهمية اقتصادية كبيرة للمنطقة. الحوض هو موطن لأكبر مجمع لصناعة الصلب في أمريكا اللاتينية. توجد هناك ثلاث من أكبر خمس شركات في ولاية ميناس جرايس في عام 2000. يتم تشغيل أكبر منجم مفتوح في العالم في الحوض بواسطة شركة وادي ريو دوسي. تلعب هذه التكتلات الصناعية دورًا مهمًا في الصادرات البرازيلية من خام الحديد والصلب والسليلوز. بالإضافة إلى ذلك، يساهم حوض دوسي بشكل كبير في إنتاج البن من ميناس جيرايس وإسبيريتو سانتو وكذلك لب الفاكهة من إسبيريتو سانتو.
يعتمد اقتصاد الحوض على الأنشطة التالية:
1. الزراعة: الألبان والأبقار وتربية الخنازير والبن وقصب السكر والفواكه والخضروات والكاكاو.
2. الصناعة: صناعة الحديد ، المعادن ، الميكانيكية ، الكيماوية ، الغذاء ، الكحول ، النسيج ، الجلود ، الورق ولب الورق.
3. التعدين: الحديد والذهب والبوكسيت والمنغنيز والأحجار الكريمة.

وفقًا لـ الكتاب الإحصائي السنوي للبرازيل (IBGE) ، يبلغ عدد سكان حوض دوسي حوالي 3,100,000 نسمة ، ويشكل سكان المناطق الحضرية 68.7 ٪ من إجمالي السكان. انخفض عدد السكان في السنوات الأخيرة ، حيث فقدت المدن الصغيرة والمناطق الريفية ما يصل إلى 40 ٪ من سكانها.
يتم إنتاج خمسة عشر بالمائة من الناتج المحلي الإجمالي لولاية ميناس جيرايس في المنطقة حيث تمثل بلدية إيباتينجا 5.4 بالمائة من هذا الإجمالي. إباتينجا هي المدينة الرئيسية في منطقة وادي الصلب الحضرية.

## المناخ
وفقًا لتصنيف كوبن، هناك ثلاثة أنواع مناخية في حوض دوسي:
- مداري مع مناخ مرتفع مع أمطار صيفية وصيف بارد، موجود على سفوح جبال وعلى مصادر نهر دوسي.
- مداري مع ارتفاع المناخ مع أمطار الصيف والصيف الحار، موجودة في مصادر روافده.
- مناخ حار مع أمطار الصيف، موجودة في الأقسام الوسطى والدنيا من دوسي وروافده.

## كارثة بيئية

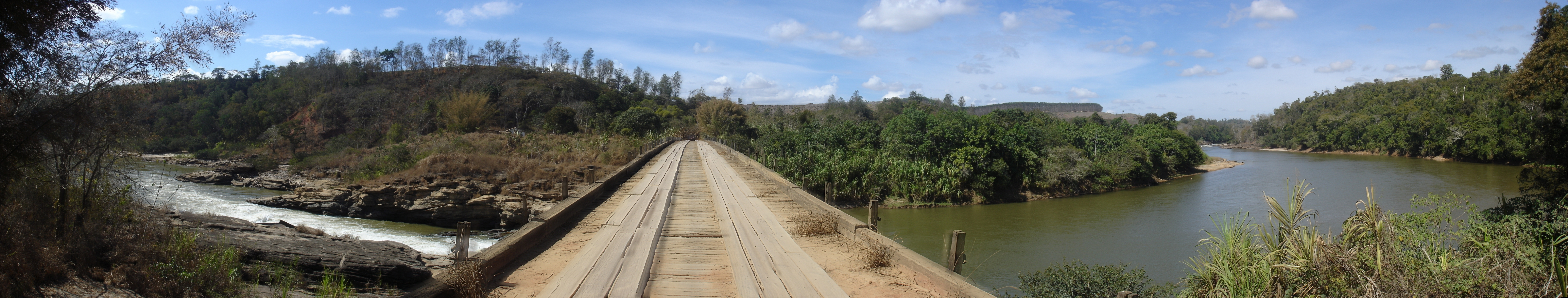
بانوراما من جسر كيمادا فوق نهر دوسي، ومنتزها، وبلدية بوم جيسوس دو غالهو

في 5 نوفمبر 2015 ، انهار سد منجم يعطل مياه الصرف من منجم للحديد الخام في ماريانا، جنوب شرق البرازيل، تعود ملكيته إلى ساماركو، وهو مشروع مشترك بين فالي دي ريو دوسي و شركة بي اتش بي ، مما أدى إلى تدمير بلدة قريبة بسبب الانهيارات الطينية، مما أدى إلى مقتل ما لا يقل عن 17 شخصًا، وأسفر عن إصابة أكثر من 50 شخصًا وتسبب في أضرار بيئية هائلة،  وتهدد الحياة على طول نهر ريو دوسي والبحر الأطلسي بالقرب من مصب نهر ريو دوسي.  تدفق حوالي 60 مليون متر مكعب من نفايات الحديد إلى نهر دوسي. ووصلت تدفقات طينية بنية سامة إلى المحيط الأطلسي بعد 17 يومًا.

## روابط خارجية
- خريطة لنهر دوسي وجيكويتينونها تم نسخها من الوثائق الموجودة في مجلس النواب من القرن التاسع عشر. (بالإنجليزية) (بالبرتغالية)